# Sexual Eruption
"Sexual Eruption" je Grammy nominirani singl repera Snoop Dogga s njegovog devetog studijskog albuma Ego Trippin'. Producent pjesme je Shawty Redd, a Snoop Dogg pjeva preko auto-tunea.

## Verzije
- Verzija s albuma (nalazi se na Ego Trippin')
- Sensual Seduction (Radijski miks)
- Sensual Seduction [Remix] zajedno s Lil' Kim (Službeni remix #1)
- Sensual Seduction [Fyre Department Remix] zajedno s Robyn (Službeni remix #2)
- Sensual Seduction [Wideboys klupski miks]
- Sensual Eruption DPG Mix zajedno s Kurupt i Daz
- Sensual Eruption [David Garcia & High Spies Remix]
- Sensual Eruption [Boys Noize Remix]
- Sensual Eruption [Dirty South Remix]
- Sensual Seduction [Solly Bmore Remix]
- Sexual Eruption [Simon Sez Remix] zajedno s Snoop Dogg i Busta Rhymes
- Sexual Eruption [Instrumental]

## Top ljestvice
| Top lista (2008.)                   | Najviša pozicija |
| ----------------------------------- | ---------------- |
| Austrija                            | 40               |
| Belgija                             | 30               |
| Kanada                              | 52               |
| Danska                              | 11               |
| Nizozemska                          | 21               |
| Finska                              | 12               |
| Njemačka                            | 15               |
| Novi Zeland                         | 10               |
| Australija                          | 5                |
| Švedska                             | 55 (4)1          |
| Švicarska                           | 22               |
| Turska                              | 1                |
| SAD Billboard Hot 100               | 7                |
| SAD Billboard Hot Dance Club Play   | 1                |
| SAD Billboard Hot R&B/Hip-Hop Songs | 5                |
| SAD Billboard Hot Rap Tracks        | 10               |
| SAD Billboard Rhythmic Top 40       | 3                |
| SAD Billboard Pop 100               | 18               |
| Ujedinjeno Kraljevstvo              | 24               |

## Vanjske poveznice
- Snoop Dogg na MySpaceu
- Glazbeni spot za "Sensual Seduction" na YouTubeu